# Ataenius pseudocommunis
Ataenius pseudocommunis är en skalbaggsart som beskrevs av Zdzisława Stebnicka 2001. Ataenius pseudocommunis ingår i släktet Ataenius och familjen Aphodiidae. Inga underarter finns listade.